# Тренос

Обложка книги «Тренос» Мелетія Смотрицького…". 2012 г. Издание Национального университета «Острожская академия»

«Тренос» (греч. Θρηνος — трен) — произведение полемической литературы Речи Посполитой, созданное Мелетием (Смотрицким) и напечатанное в 1610 году типографией православного братства Святого Духа в Вильно.
Полное название — «Тренос или Плач единой святой вселенской апостольской восточной Церкви, с объяснением догматов веры сначала с греческого языка на славянский, а теперь с славянского на польский переведен Теофилом Ортологом, той самой святой Восточной Церкви сыном в Вильно года Божьего 1610.»
Издано на польском языке и посвящено князю-магнату Михаилу Михайловичу Вишневецкому.
Король польский и великий князь литовский Сигизмунд III Ваза, обеспокоенный выходом этой книги, в письме, написанном под Смоленском 1 апреля 1610 г., указывал, что «в типографии русской Св. Духа какие-то пасквили против превосходства и сокровенные книги печатают»; затем выдал мандат, по которому тираж книги подлежал сожжёнию, а печатник и автор должны быть арестованы.
Печатник — Леонтий (Карпович) — за выход книги был арестован и брошен в тюрьму, анонимный автор избежал этого.
«Тренос» оказал большое влияние на современников Мелетия (Смотрицкого). Полемически-художественная книга автора «Тренос или плач Восточной церкви» издана в Вильно под псевдонимом Теофил Ортолог. Поводом для книги послужило столкновение между православными и сторонниками Брестской унии, а также захвата у виленских православных братского Свято-Троицкого монастыря.
Непосредственной причиной был погром виленских православных мещан, инициированный в 1609 году Ипатием Поцеем при поддержке польских королевских властей.

## Содержание
1. «Посвящение»
2. «Предисловие к читателю»
3. 1 часть
4. 2 часть
5. 3 часть
6. 4 часть
7. 5—9 части
8. 10 часть

«Тренос» является вершиной литературного творчества Мелетия (Смотрицкого) и всей славянской полемической литературы, представляя собой плач-причитание западно-русской Православной Церкви по всем церквями и монастырями, которые были отобраны королём Речи Посполитой и католиками.
Историк Михаил Грушевский писал: 

Это последнее в ряде религиозно-полемических произведений, мощно окрашенных литературной красотой и общественным темпераментом, составляет нерв сего возрождения. Польский язык книги, в ряду других писаний, как я в своё время имел возможность заметить, является печальным симптомом того, что задача сего возрожденного культурного движения не была достигнута. Мероприятия вокруг подъёма украинской культуры не успели захватить верхи гражданства и придержать их при своей вере и народности. 